# Jacques Hébert
Jacques-René Hébert (Alençon, 15 de novembro de 1757 – Paris, 24 de março de 1794) foi um jornalista e político francês. Editor responsável pelo Père Duchesne, um periódico de ampla circulação durante os primeiros anos da Revolução Francesa. Hébert exerceu influência considerável sobre os Sans-Coulottes, constituindo-se, por meio de seus panfletos, num radical porta-voz dos setores populares urbanos de Paris. Ligado ao grupo dos Cordeliers, seria posteriormente compreendido como liderança do movimento "Hébertista", cujas tensões crescentes com o robespierrismo o levaram a ser preso, julgado e guilhotinado em março de 1794.

## Biografia

### Anos Iniciais e Primeiras publicações
Nascido no seio de uma família da média burguesia de Aleçon, na Normandia, muda-se para Paris em 1780, aos 23 anos. Ao longo da década de 80, sobre a qual há poucas fontes, sabe-se que Hébert enfrenta dificuldades financeiras. A partir de 1786 trabalha no Théatre des Varietès amusantes (Algo como "Teatro de variedades divertidas"), onde primeiro entra em contato com a personagem Père Duchesne. A personagem, conhecida como Pére Duchesne, marchand de fourneaux (Mercador de fornos), era então uma tradicional figura no teatro popular parisiense, caracterizada como um militar de bigode e cachimbo. Não há consenso quanto à origem exata da figura de Père Duchesne, embora suponha-se que seja advinda da commedia dell'arte.
Demitido do teatro em meados de 1788, somente no ano de 1790 é que Hébert passa a dedicar-se à escrita, sendo La Lanterne Magique, datada deste mesmo ano, sua primeira publicação conhecida. Seguiram-se, então, uma série de publicações de teor crítico ao conservadorismo monárquico, intituladas "Sermons prêches à l’Assemblée des enragés" (Sermões pregados à assembleia dos "enraivecidos"), até que, no final de 1790, Hébert assinasse pela primeira vez o Père Duchesne.

### O "Père Duchesne"
O Père Duchesne de Hébert tornaria-se, até a execução de seu autor, um dos mais populares impressos da França. Porém, se foi o mais relevante, o periódico de Hébert não foi o único batizado de "Père Duchesne". Publicações isoladas de outros "Pères Duchesnes" existiram desde 1789, quando circulou em Paris o conto "Les Voyages du Père Duchesne à Versailles", e, mais notadamente, já em 1790 panfletos de autoria de Antoine Lemaire e do Abade Jumel, ambos fazendo uso da personagem em seus títulos. Para muitos autores, operou-se no discurso público parisiense uma verdadeira guerra de propagandas, na tentativa de angariar leitores no circuito popular de Paris em 1790.
De qualquer maneira, Hèbert logrou editar o mais popular dos Père Duchenes, rapidamente ultrapassando seus concorrentes homônimos. Vendido a dois sous em Paris, o texto de Hèbert era escrito em tom ácido, crtítico e frequentemento chulo; a este tipo particular de escrita deu-se o nome de grivois. Essa característica acarretou, ao mesmo tempo, uma aproximação das classes populares urbanas e um afastamento de boa parte da elite intelectual revolucionária.  Outra razão que permite explicar sua popularidade encontra-se em sua estrutura sintética, que logo de início apresentava breves comentários sobre os acontecimentos mais recentes. Quando em tom positivo, intitulavam-se "Grand joie" (Grande alegria) e, quando em tom negativo, "Grand Colère" (Grande cólera).
Em trajetória ascendente, Hébert ingressa na política, incensado pela ampla disseminação de seu jornal, em 1791. No mesmo ano, com a Fuga de Varennes, acirram-se suas posições contra a monarquia e, cada vez mais, radicaliza-se o discurso do Duchesne.A popularidade do Père Duchesne chega ao seu auge com a morte de Marat e a consequente interrupção do "L'ami du peuple", em 1793, até o ano seguinte, seriam impressos cerca de 40 mil exemplares do periódico, que circularam sobretudo nos centros urbanos, no campo e, de maneira expressiva, entre as forças armadas.  

### Julgamento e execução
Radicalizando progressivamente, o Duchesne passa a entrar em choque com as lideranças revolucionárias, notadamente os Girondinos e Brissotistas até sua queda em 1793, e, então, com o Comitê de Salvação Pública em 1794. Acusado de coordenar uma conspiração, Jacques-René Hébert é preso em 13 de março de 1794 e guilhotinado onze dias depois. Com sua morte, encerram-se as tiragens do Duchesne, embora, no futuro, outros periódicos não relacionados viessem a reivindicar o título.
Após a derrubada de Luís XVI e o expurgo da bancada girondina da Convenção, a sans-culotterie passa a desempenhar papel ativo na condução dos acontecimentos políticos. Em 05 de setembro de 1793, os sans-culottes saem Às ruas de Paris para exigir da Convenção a implementação de medidas que remediassem a carestia de alimentos e o estabelecimento de forças coativas institucionais que garantissem a execução destas medidas. Para alguns historiadores, como Albert Mathiez, essa seria uma “poussée hébertiste” (pressão hébertista), posto que os revoltosos teriam sido liderados por Hébert. Outros, porém, defendem que o jornalista não gozava de envergadura política para tanto, como é o caso de Albert Soboul, para quem trata-se de uma pressão sans-culotte". De qualquer maneira, o momento assinala a ascensão dos montanheses a uma posição de destaque.
Os choques com Hébert viriam ainda no fim de 1793. Reivindicações da sans-culotterie por democracia direta afastaram o movimento da recém-estabelecida Convenção Montanhesa, que eliminou lideranças radicais dos Enragés e desarticulou grupos de mulheres revolucionárias. O golpe fatal aos Hébertistas chegou em 1794, durante o chamado "drama do germinal", quando George Jacques Danton, liderando o grupo dos chamados "Indulgentes", comprometidos com a defesa de maior tolerância em relação aos suspeitos, passa a atacar a ala mais radical da sans-culotterie. O acirramento das tensões rende tanto aos Indulgentes quanto aos Hébertistas conflitos com o Comitê de Salvação Pública. Os primeiros, em razão de sua oposição à radicalização e, os segundos, em função de seu discurso cada vez mais radical. Hébert, inclusive, chega a falar em uma nova insurreição. O Comitê decreta a prisão de Jacques Hébert, que é condenado à morte e executado em 24 de março de 1794